# Earl Buster Smith
Earl „Buster“ Smith (eigentlich Earl Clarence Smith, * 20. März 1932 in Englewood (New Jersey); † 7. Juli 2003 ebendort) war ein US-amerikanischer Jazzmusiker (Schlagzeug).

## Leben und Wirken
Buster Smith war der ältere Bruder des Schlagzeugers Marvin „Boogaloo“ Smith. 1958 gehörte er zur Gruppe von Oscar Pettiford (Aufnahmen 2017 veröffentlicht); mit dessen Quintett und Betty Glamann trat er in der Sendung Bandstand USA auf. 1959 gehört er dem Idrees Sulieman Quartet an und begleitete Lester Young bei seiner letzten Tour nach Frankreich. Mit Idrees Sulieman und Oscar Dennard trat er u. a. auch in Marokko auf. 1961 tourte er mit dem Quintett von Buddy Collette in Italien: ferner entstanden Trioaufnahmen mit Franco Cerri und Jamil Nasser für Columbia Records. Ebenso arbeitete er 1961/62 mit Attila Zoller, Hans Koller, Eric Dolphy (Berlin Concerts), mit John Lewis (A Milanese Story (Original Soundtrack)) und Flavio Ambrosetti. Weiterhin nahm er 1962 mit Lilian Terry, George Gruntz und Jamil Nasser die Single „'Round About Midnight / That Old Black Magic“ für das italienische Label CGD auf.
Ab 1986 spielte Smith im Sun Ra Arkestra, dem er auch nach dem Tod des Bandleaders bis 1995 angehörte. Außerdem arbeitete er mit Arthur Prysock, Bu Pleasant und Shirley Scott. Im Bereich des Jazz war er laut Tom Lord allein ab 1972 an 47 Aufnahmesessions beteiligt.

## Diskographische Hinweise
- Eric Dolphy: Berlin Concerts (Enja, 1977, mit Benny Bailey, Pepsi Auer, George Joyner, rec. 1961)
- Sun Ra: Reflections in Blue (Black Saint, 1987)
- Sun Ra: Cosmo Omnibus Imagiable Illusion: Live at Pit-Inn (DIW, 1988)
- Sun Ra and His Arkestra: At Inter Media Arts, April 1991 (Modern Harmonic, ed. 2016)
- Sun Ra: Destination Unknown (Enja, 1993)